# 2020年上海
|        | 上海历史 |
| 世紀： | 20世紀上海 \| 21世紀上海 \| 22世紀上海                                                                                     |
| 年代： | 1990年代上海 \| 2000年代上海 \| 2010年代上海 \| 2020年代上海 \| 2030年代上海 \| 2040年代上海 \| 2050年代上海               |
| 年份： | 2016年上海 \| 2017年上海 \| 2018年上海 \| 2019年上海 \| 2020年上海 \| 2021年上海 \| 2022年上海 \| 2023年上海 \| 2024年上海 |
| 紀年： | 庚子年（鼠年）、上海开埠177周年、上海设市93周年                                                                            |

## 主要官员

### 党委
- 市委书记：李强

### 人大
- 人大常委会主任：殷一璀→蒋卓庆

### 政府
- 市长：应勇→龚正（代理后转正）

### 法院
- 院长：刘晓云

### 检察院
- 检察长：张本才

### （党）纪委
- 书记：廖国勋→刘学新

### 监察委
- 主任：廖国勋→（空缺）→刘学新

### 政协
- 主席：董云虎

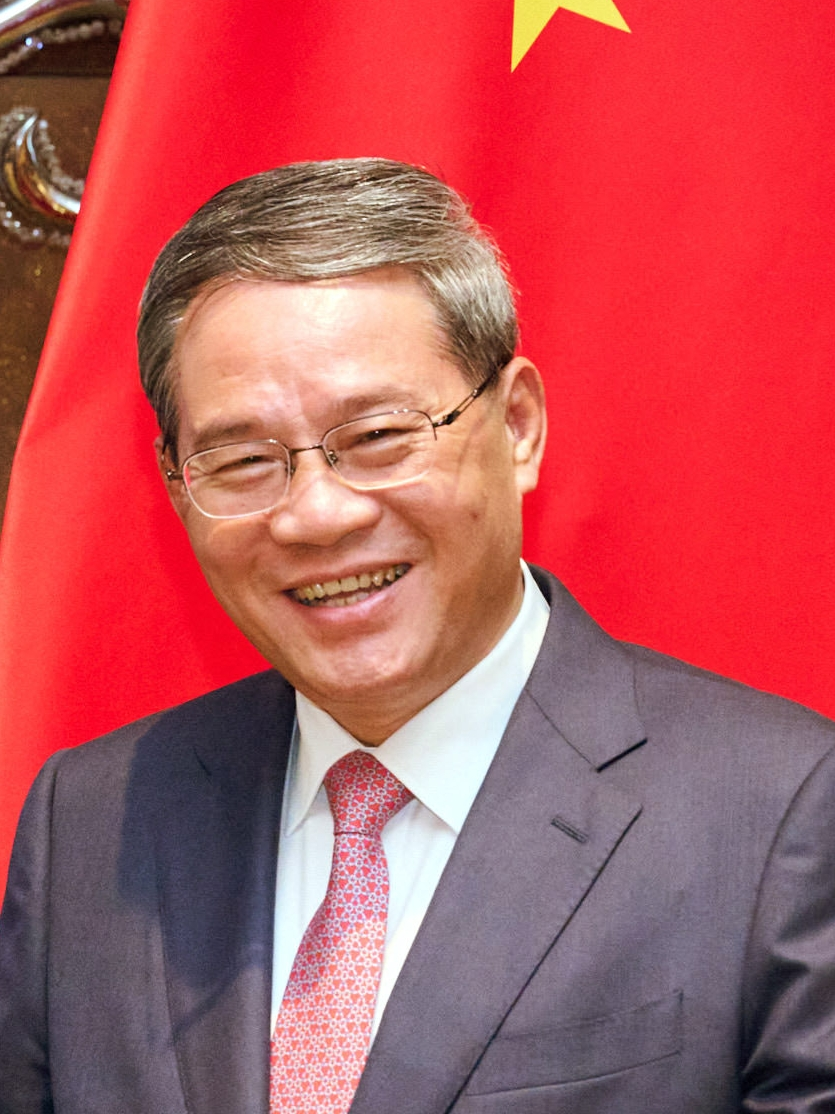
市委书记李强
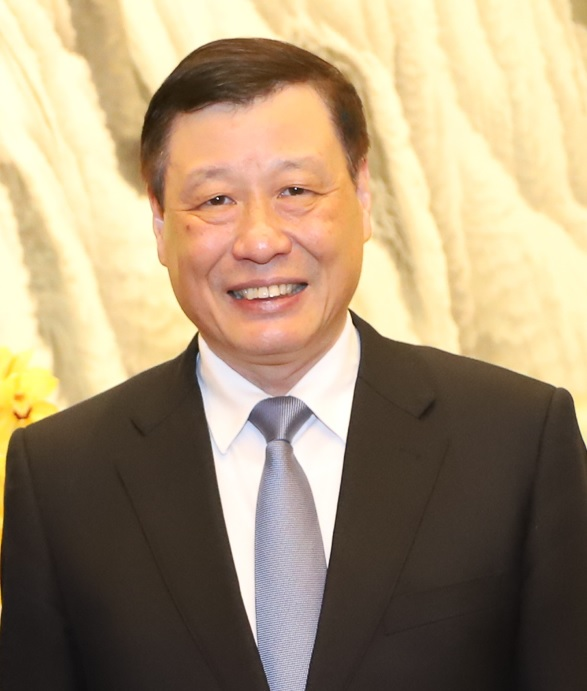
市长应勇
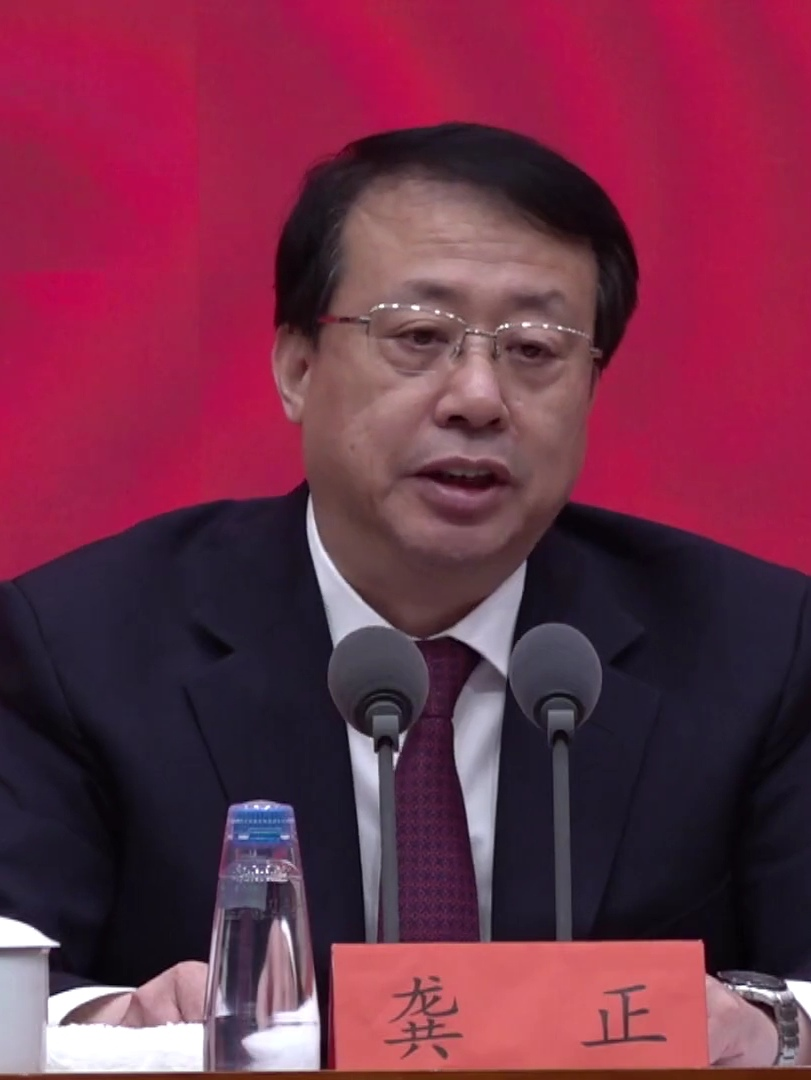
市长龚正
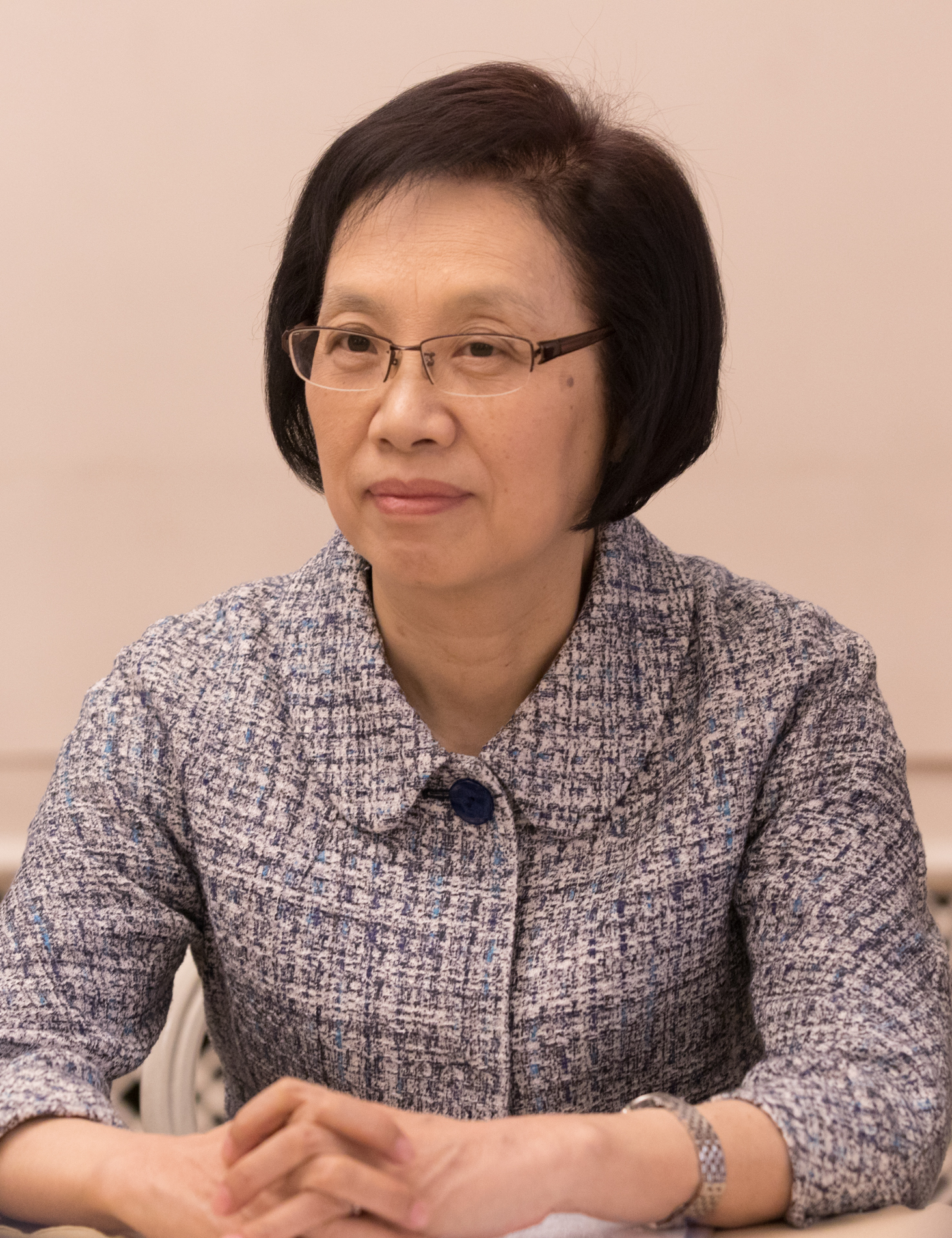
市人民代表大会常委会主任殷一璀

## 大事記
2019冠狀病毒病上海市疫情（2020年1月18日——至今）

### 1月
- 1月18日——上海市第十五届人民代表大会第三次会议上通过了关于接受殷一璀辞去市人大常委会主任职务请求的决定。
- 1月24日——上海就疫情事件开启一级响应。
- 1月30日——在上海覺塵文化傳播有限公司負責人趙夢女士的策劃下，有13位來自中國的小藝術家在擁有法國巴黎天文台參加了第一屆上海-巴黎雙城青少年藝術展及交流活動。

### 2月
- 2月5日——美國著名電動車製造商特斯拉的中國區副總裁宣布，在防疫考量之下，決定暫時暫停上海工廠的營運。該副總裁稱目前最安全的做法是暫停交車，以確保公司員工與消費者的安全和健康。
- 2月8日——上海市政府發布官方通告，即日起嚴格執行公共場所體溫檢測和配戴口罩的措施。
- 2月10日——由於新冠肺炎疫情，上海市的城管部門宣布實施「封閉式管理」。
- 2月13日——因應新冠肺炎疫情重創湖北省，湖北省委書記蔣超良被撤換，由上海市市長應勇調任。
- 2月21日——位於閔行區的開市客賣場中，店內來客數比2月10日前還多。
- 2月23日——開市客發簡訊提醒會員，稱「開市客為配合新型冠狀病毒疫情防控，賣場營業時間早上9時至晚上7時，賣場限控人流兩千人，進入賣場請戴口罩。當天上午，上海市商務委、閔行區副區長、區經委、市場局、衛健委、公安分局等政府官員，一一前來訪查後，中午過後，店內限流人數就減少到一千人。

### 3月
- 3月2日——上海市中小学全面网上开学。
- 3月12日——上海首个5G产业园金桥5G产业生态园正式开园[2]。
- 3月23日——市人大常委会补选龚正代理上海市长一职，同时就疫情事件从一级响应下调为二级响应。

### 4月
- 4月9日——上海市学生到校时间正式初步确定：本市高三年级、初三年级于4月27日返校开学，各高校及中等职业学校可从4月27日起开始安排毕业年级学生返校（具体返校开学时间经批准后由学校发布）。各级各类学校在5月6日前做好其他学段和年级分批返校开学的准备，具体时间将根据疫情发展情况另行研究确定后发布。[3]
- 4月27日——学生开始分批到校学习。

### 5月
- 5月9日——上海对疫情事件从二级响应下调为三级响应。

### 7月
- 13日起，闖紅燈行人將直接罰款，代替之前的首犯警告不處罰的累进式执法[4]。
- 21日，上海市十五届人大四次全体会议选举龚正成为市长，此前已选举他为代理市长。

### 8月
- 18日，陈通出任副市长

### 9月
- 9月25日，上海市十五届人大常委会第二十五次会议审议通过《上海市外商投资条例》，这是《中华人民共和国外商投资法》实施后地方人大出台的首部外商投资条例。該條例於當年11月1日起施行[5]。
- 9月29日，上海市发展和改革委员会等十部门印发《上海市关于进一步加强塑料污染治理的实施方案》，自2020年10月1日起实施。《上海市关于进一步加强塑料污染治理的实施方案》提出，到2020年底，上海市范围餐饮行业禁止使用不可降解一次性塑料吸管。餐饮堂食服务禁止使用不可降解一次性塑料餐具[6]。

### 10月
- 10月27日，《上海市公共卫生应急管理条例》通過，11月1日起正式实施[7]。

### 11月
- 11月5日至11月10日，第三届中国国际进口博览会在上海国家会展中心举行。
- 11月18日，徐家汇站气温達到27.2℃，成为上海气象史上11月中旬的第二高氣溫紀錄，仅低于1952年11月11日的28.0℃[8]。

### 12月
- 30日，舒庆任副市长。

## 逝世
本年度去世的前上海市行政、立法、司法等分支正职首脑有1名（纪监分支）。另有2名仅担任过副职者（均为协商分支）。
- 1月7日，政治人物周克去世，享年103岁。
- 1月7日，药理学家迟志强去世，享年95岁。
- 1月11日，马克思主义哲学家吴元梁去世，享年82岁。
- 1月30日，考古学家张长寿去世，享年90岁。
- 1月31日，医疗卫生界人物史维继去世，享年99岁。
- 2月2日，政治人物陈穗九去世，享年101岁。
- 2月6日，画家李天祥去世，享年92岁。
- 2月7日，儿科学家金汉珍去世，享年99岁。
- 2月7日，翻译家戴骢去世，享年87岁。
- 2月12日，沪剧演员向佩玲去世，享年85岁。
- 2月17日，特殊教育事业家银春铭去世，享年84岁。
- 2月25日，儿科学家陈张根去世，享年73岁。
- 2月26日，历史学家黄世晔去世，享年101岁。
- 4月2日，《咬文嚼字》创办者郝铭鉴去世，享年75岁。
- 4月4日，初等教育学者杨振去世，享年55岁。
- 4月8日，小提琴家柳和埙去世，享年93岁。
- 4月11日，琵琶演奏家刘德海去世，享年82岁。
- 5月4日，篮球裁判王长安逝世，享年91岁。
- 5月9日，运筹学家，上海大学数学系教授郑权逝世，享年86岁。
- 5月15日，重量级科普和科幻作家叶永烈在长海医院去世，遗言称“我死后可以到上海图书馆找我”，享年79岁。
- 5月16日，大提琴家司徒志文去世，享年87岁。
- 5月25日，逻辑学家邵强进去世，享年49岁。
- 6月5日，紫砂壶壶艺家徐四海去世，享年74岁。
- 6月8日，建筑学家，同济大学女教授罗小未去世，享年94岁。
- 6月11日，音乐学家、敦煌学家陈应时去世，享年87岁。
- 6月13日，法学家、复旦大学教授姚荣涛去世，享年71岁。
- 6月18日，方言学者、上海市语文学会原副会长颜逸明去世，享年88岁。
- 6月19日，历史地理学家、复旦大学教授邹逸麟去世，享年84岁。
- 6月23日，政治人物高新华去世，享年98岁。
- 6月25日，配音演员刘广宁去世，享年81岁。
- 6月26日，书画家陈佩秋去世，享年97岁。
- 6月27日，国防工业人物怀国模去世，享年87岁。
- 6月30日，中国工程院院士、生殖内分泌专家肖碧莲去世，享年96岁。
- 7月2日，围棋国手，“两饭一米”之一范蕴若去世，享年24岁。
- 7月3日，儿童文学作家程逸汝去世，享年81岁。
- 7月7日，历史学家王家范去世，享年81岁。
- 7月10日，政治人物顾炬去世，享年56岁。
- 7月11日，体操运动员、教练员陈宏群去世，享年79岁。
- 7月16日，学者周退密去世，享年106岁。
- 7月19日，网络作家赖宝（原名杨晓星）去世，享年39岁。
- 7月27日，政治人物庄炎林去世，享年98岁。
- 7月27日，工程力学专家杨永明去世，享年57岁。
- 8月3日，医学家陈家伦去世，享年93岁。
- 8月3日，作家李天靖去世，享年75岁。
- 8月16日，电子材料分析测试专家李川去世，享年78岁。
- 8月18日，电机工程专家傅正财去世，享年55岁。
- 8月19日，心脏内科学家诸骏仁去世，享年89岁。
- 8月25日，财政经济专家黄天华去世，享年70岁。
- 8月27日，画家张功慤去世，享年95岁。
- 8月30日，经济学家龚浩成去世，享年93岁。
- 9月1日，地方政治人物杨汝云去世，享年87岁。
- 9月3日，京剧表演艺术家钱浩梁去世，享年86岁。
- 9月7日，法学家、翻译家、历史学者，东京审判亲历者，百人斩案发现者与证据提供者高文彬去世，享年98岁。
- 9月7日，导航制导与控制专家陈定昌去世，享年83岁。
- 9月8日，国际法学家余先予去世，享年84岁。
- 9月12日，三枪集团创始人苏寿南去世，享年82岁。
- 9月13日，航天工程师陈知非去世，享年91岁。他是陈赓长子。
- 9月20日，文学翻译家郑克鲁去世，享年81岁。
- 9月22日，电影化妆师王铁彬去世，享年101岁。
- 9月23日，前上海市纪委书记（2002年－2006年）、兼市委副书记罗世谦去世，享年77岁。在他任内发生了陈良宇案，使他将纪委书记一职移交给了沈德咏以处理此案。
- 9月24日，平面设计师余秉楠去世，享年87岁。
- 10月3日，体育学者徐本力去世，享年81岁。
- 10月5日，建筑学者李斌去世，享年53岁。
- 10月10日，女高音歌唱家，“江姐”初代扮演者任桂珍去世，享年87岁。
- 10月11日，传染病学专家徐肇玥去世，享年97岁。
- 10月11日，历史学者司佳去世，享年42岁。
- 10月12日，放射影像学专家郭德文去世，享年94岁。
- 10月12日，数学家金通洸去世，享年85岁。
- 10月14日，康复医学专家范振华去世，享年91岁。
- 10月14日，历史学家吴鹤鸣去世，享年90岁。
- 10月15日，骨科专家、脊柱外科专家赵定麟去世，享年85岁。
- 10月19日，道路工程专家林绣贤去世，享年93岁。
- 10月20日，材料学家，微电子材料学专家宗祥福去世，享年85岁。
- 10月23日，农学家张德永去世，享年82岁。
- 10月24日，美籍舞台设计师李名觉去世，享年90岁。
- 10月28日，哲学家周晓亮去世，享年71岁。
- 10月30日，心血管病专家，中国工程院院士，前上海市政协副主席（1988年－2003年）陈灏珠去世，享年95岁。“心肌梗死”这一名词是他首先在中国国内提出的。
- 11月1日，足球运动员包瀛福去世，享年87岁。他曾认为中国足球的落后，不在于是谁来当主教练，而是因为后备人才的严重匮乏。
- 11月1日，文学研究家、红学家郭豫适去世，享年86岁。
- 11月4日，松江区委常委（？－2020年）张益弟去世，享年57岁。去世前在松江区委排行第三，即除书记和副书记以外的排行第一。
- 11月9日，古典文献学学者严文儒去世，享年69岁。
- 11月11日，妇科专家韩湘君去世，享年81岁。
- 11月18日，地质学家，中国地热之父，任弼时侄子任湘（原名任生沪）去世，享年94岁。
- 11月18日，历史学家钱洪去世，享年82岁。
- 11月20日，华师大一附中前校长宋耀生去世，享年77岁。
- 11月21日，舞蹈表演艺术家陈爱莲去世，享年80岁。
- 11月30日，前上海市政协副主席（1988年－1993年）吴增亮去世，享年95岁。
- 12月1日，核燃料专家，中国工程院院士李冠兴去世，享年80岁。
- 12月2日，北航大学原副校长刁正邦去世，享年90岁。
- 12月2日，印尼国情研究专家孔远志去世，享年83岁。
- 12月3日，半导体集成电路专家阮刚去世，享年85岁。
- 12月6日，诗人、儿童文学作家樊发稼去世，享年83岁。
- 12月8日，原子能专家李郁芬去世，享年92岁。
- 12月11日，红学家孙逊去世，享年76岁。
- 12月13日，上海电机学院党委书记（2017年－2020年）孙培雷去世，享年55岁。
- 12月14日，演员，赵丹前妻黄宗英去世，享年95岁。
- 12月25日，企业家，游族网络创始人林奇去世，享年39岁，遭员工许垚用百余种慢性毒药下毒身亡。
- 12月28日，著名音乐家、钢琴家，傅雷之子傅聪因2019冠状病毒病去世，享年86岁。